# Хаскард, Космо
Сэр Космо Дугал Патрик Томас Хаскард (англ. Cosmo Dugal Patrick Thomas Haskard; 25 ноября 1916, Дублин, Ирландия, Соединённое королевство Великобритании и Ирландии — 21 февраля 2017, Трагарифф, Корк, Ирландия) — британский государственный деятель и колониальный администратор, губернатор Фолклендских островов (1970—1974).

## Биография
Родился в семье бригадного генерала Джона МакДугала и Алисии Хаскардов. Окончил Пемброк-колледж Кембриджского университета, служил в офицерском корпусе университета, получил звание сержант-майора кадетской роты. В апреле 1937 г. был принят в Офицерский учебный корпус в звании лейтенанта.
В ноябре 1939 г. был назначен вторым лейтенантом Королевских ирландских фузилеров, к концу Второй мировой войны имел звание капитана. В сентябре 1945 г. стал кавалером военного ордена Британской империи.
В январе 1949 г. ему было присвоено звание майора. Служил в должности офицера в колониальной администрации в Ньясаланде.
В 1964—1970 гг. — губернатор Фолклендских островов. Одновременно являлся Верховным комиссаром Британской антарктической территории.
В 1971 г. Комитет по географическим названиям Антарктики Соединенного Королевства назвал в его честь горный массив Хаскард, состоящий из вершин и хребтов Восточно-Антарктической Земли Котса.

## Семья
Был женат на Филиде Стэнли, отец которой, Роберт Кристофер Стаффорд Стэнли, также был колониальным администратором и, среди прочего, Верховным комиссаром Британских Западно-Тихоокеанских Территорий и губернатором Соломоновых Островов. В браке родился сын — Джулиан Доминик Хаскард.

## Награды и звания
- Кавалер военного ордена Британской империи (1945)
- Рыцарь ордена Святых Михаила и Георгия (1965)